# Buy Your Own Cherries
Pour plus de détails, voir Fiche technique et Distribution.
Buy Your Own Cherries est un film muet britannique de Robert W. Paul sorti en 1904.

## Synopsis
Dans un débit de boissons, un homme, apparemment aisé, consomme un verre d'alcool, encouragé par la patronne. Un autre client entre, un portefaix, pauvrement habillé. Il commande un verre d'ale que la patronne ajoute à son ardoise déjà remplie. Un marchand ambulant entre et vend des cerises à la patronne qui s'empresse d'en offrir à son meilleur client. Le portefaix n'hésite pas à se servir à son tour, mais la patronne lui reproche son sans-gêne et le force à apurer sa dette en vidant ses poches de toute monnaie. Furieux, il sort après avoir brisé son verre.
  
Dans un logement mal meublé, deux enfants affamés et leur mère qui les houspille quand ils osent toucher au repas du père. Celui-ci rentre et se plaint de la maigre pitance que lui a préparée son épouse. Il la gifle et jette à terre le quignon de pain qu'elle osait lui présenter en guise de repas. L'insultant, il s'apprête à quitter le domicile quand il aperçoit son fils et sa fille cachés sous la table, dévorant le pain dédaigné. Le remords le prend, il jure de s'amender, serrant son épouse dans ses bras, leurs enfants pleins d'espoir accrochés à eux.
 
Le portefaix entre dans un temple où il signe des vœux de sobriété. 
 
Devant le débit de boissons, le marchand ambulant installe sa charrette avec un éventaire de cerises. Sur le seuil, la patronne salue ses clients habituels et même le portefaix — mieux habillé que de coutume — qu'elle encourage à venir consommer un verre d'ale. Mais le portefaix, converti à la tempérance, se détourne et préfère acheter des cerises. 

Dans le logement familial, des rideaux, une nappe, des fauteuils, indiquent les bienfaits financiers du refus de consommer de l'alcool. L'épouse et les enfants sont mieux habillés et un repas abondant est prêt. Le portefaix entre, un bouquet de fleurs à la main. Il embrasse femme et enfants, offrant un jouet à son fils, une ombrelle à sa fille et une dentelle à son épouse. La famille prend place autour de la table et savoure alors les cerises que le père a rapportées.

## Fiche technique
- Titre original : Buy Your Own Cherries
- Réalisation : Robert W. Paul
- Production Robert W. Paul
- Pays d'origine : Grande-Bretagne
- Format : Noir et blanc
- Genre : Drame
- Durée : 4 minutes
- Date de sortie :  Royaume-Uni : Juin 1904